# Where the North Begins
Where the North Begins é um filme de drama estadunidense de 1923. Foi dirigido por Chester Franklin, produzido por Harry Rapf e estrelado por Claire Adams e Rin Tin Tin, sob distribuição da Warner Bros..

## Elenco
- Claire Adams - Felice McTavish
- Rin Tin Tin - Cachorro
- Walter McGrail - Gabriel Dupre
- Pat Hartigan - Shad Galloway
- Myrtle Owen - Marie
- Charles Stevens - The Fox
- Fred Huntley - Scotty McTavish